# Ceraspis mexicana
Ceraspis mexicana är en skalbaggsart som beskrevs av Edgar von Harold 1863. Ceraspis mexicana ingår i släktet Ceraspis och familjen Melolonthidae. Inga underarter finns listade i Catalogue of Life.